# Microschemobrycon callops
Microschemobrycon callops är en fiskart som beskrevs av Böhlke, 1953. Microschemobrycon callops ingår i släktet Microschemobrycon och familjen Characidae. Inga underarter finns listade i Catalogue of Life.